# Jerker Swanstein
Nils Björn Jerker Swanstein, född 9 februari 1952 i Gustav Adolfs församling i Helsingborg, är en moderat politiker. Han var regionstyrelsens ordförande och regionråd i Region Skåne 2006-2010. Han omvaldes inte av den moderata regionfullmäktigegruppen i oktober 2010, istället valdes Pia Kinhult till ordförande i Region Skånes styrelse.
Swanstein ledde Sveriges Kommuner och Landstings e-beredning fram till 2014 

## Uppdrag inomRegion Skåne
- ledamot i regionfullmäktige